# Gulltoppr
Nella mitologia norrena, Gulltoppr (Criniera dorata, anglicizzato Gulltopp) è un cavallo con una rilucente criniera di esili filamenti aurei; appartienente a Heimdalir, della mitologia norrena.
Gulltoppr è menzionato nel Grímnismál e nel Nafnaþulur. Secondo l'Edda in prosa dello storico islandese Snorri Sturluson è il cavallo di Heimdallr. È stato ipotizzato che Snorri abbia assegnato Gulltoppr al dio come tentativo di sistematizzare la mitologia.